# Cheumatopsyche maculipennis
Cheumatopsyche maculipennis là một loài Trichoptera trong họ Hydropsychidae. Chúng phân bố ở vùng Indomalaya.